# 2011 في تركيا
فيما يلي قوائم الأحداث التي وقعت خلال عام 2011 في تركيا.

## أحداث
- 23 أكتوبر – زلزال وان
- 19 مايو – زلزال تركيا 2011

## رياضة
- 8 مايو – جائزة تركيا الكبرى 2011 الفائز سباستيان فيتل.

## أفلام
من الأفلام التي صدرت هذه السنة في تركيا:
- 1 يناير – حدث ذات مرة في الأناضول من إخراج نورى بيلجى جيلان.
- 1 يناير – وادي الذئاب فلسطين من إخراج Zübeyr Şaşmaz  [لغات أخرى]‏.

## برامج ومسلسلات وأنمي
- على مر الزمان
- ما ذنب فاطمة جول؟
- عودة مهند
- عشق وجزاء
- الصفوف الخلفية
- اسميتها فريحة
- عفت
- بائعة الورد
- حريم السلطان
- الوشاح الأحمر
- إيزيل

## وفيات

### فبراير
- 27 فبراير – نجم الدين أربكان (مواليد 1926) سياسي تركي.

### مارس
- 14 مارس – جوليدا جوليزار (مواليد 1929) كاتبة تركية.

### أبريل
- 19 أبريل – مصطفى كمال كورداش (مواليد 1920)

### مايو
- 2 مايو – عبد الله كرد (مواليد 1977)

### نوفمبر
- 11 نوفمبر – إستامي بتيل (مواليد 1943) ممثل تركي.